# الیزابت‌تاون (حوزه سرشماری)، نیویورک
الیزابت‌تاون (به انگلیسی: Elizabethtown) یک منطقهٔ مسکونی در ایالات متحده آمریکا است که در شهرستان اسکس، نیویورک واقع شده‌است. الیزابت‌تاون ۸٫۵۸ کیلومتر مربع مساحت و ۷۵۴ نفر جمعیت دارد و ۱۷۰ متر بالاتر از سطح دریا واقع شده‌است.